# Supernova (film, 2014)
Pour les articles homonymes, voir Supernova (homonymie).
Pour plus de détails, voir Fiche technique et Distribution.
Supernova est un film néerlandais de 2014 écrit et réalisé par Tamar van den Dop.

## Fiche technique
- Titre original : Supernova
- Réalisation : Tamar van den Dop
- Scénario : Tamar van den Dop
- Producteur : Raymond van der Kaaij
- Production : Revolver Amsterdam, IJswater Films, Coin Film
- Musique : Dangerous Games par The Pheromones[1]
- Pays d'origine :  Pays-Bas
- Langue d'origine : néerlandais
- Lieux de tournage : Basse-Saxe, Allemagne
- Genre : Drame
- Durée : 90 minutes
- Date de sortie : 
  -  Allemagne 9 février 2014 à la Berlinale
  -  Pays-Bas 17 avril 2014
  -  États-Unis 15 octobre 2014 au Festival international du film de Chicago
  -  France 15 novembre 2014 aux Rencontres des cinémas d'Europe d'Aubenas
  -  Inde 16 novembre 2014 au Festival international du film de Calcutta
  -  Japon 3 avril 2015 (DVD première)

## Distribution
- Gaite Jansen : Meis
- Tamar van den Dop : la maman
- Bob Schwarze : le papa
- Elise van't Laar : Sue